# Autoexpressão
Os valores de autoexpressão fazem parte de uma dimensão de valor central no processo de modernização. A autoexpressão é um conjunto de valores que incluem tolerância social, satisfação com a vida, expressão pública e aspiração à liberdade. Ronald Inglehart, o professor da Universidade de Michigan que desenvolveu a teoria do pós-materialismo, trabalhou extensivamente com este conceito. No mapa cultural de Inglehart-Welzel, os valores de autoexpressão são contrastados com os valores de sobrevivência, ilustrando as mudanças de valores entre países e gerações.  A ideia de que o mundo está se movendo em direção a valores de autoexpressão foi discutida longamente em um artigo no The Economist.

## Valores de autoexpressão e democracia
A industrialização pode levar ao fascismo, ao comunismo, à teocracia ou à democracia. Mas a sociedade pós-industrial traz mudanças socioculturais que tornam cada vez mais provável uma democracia verdadeiramente efetiva.
As sociedades do conhecimento não podem funcionar efetivamente sem trabalhadores altamente qualificados, que se tornam articulados e acostumados a pensar por si mesmos. Além disso, os níveis crescentes de segurança econômica trazem uma ênfase crescente nos valores de autoexpressão que dão alta prioridade à livre escolha. O público de massa torna-se cada vez mais propenso a querer a democracia e cada vez mais eficaz em obtê-la. Reprimir demandas de massa por liberalização torna-se cada vez mais custoso e prejudicial à eficácia econômica. Essas mudanças vinculam o desenvolvimento econômico à democracia.